# Vicia peruviana
Vicia peruviana là một loài thực vật có hoa trong họ Đậu. Loài này được Vigo miêu tả khoa học đầu tiên.